# دهستان هرسم
دهستان هرسم نام دهستانی در بخش حمیل شهرستان اسلام‌آباد غرب، استان کرمانشاه در ایران است. براساس سرشماری مرکز آمار ایران در سال ۱۳۸۵، جمعیت آن ۸۱۳۲ نفر (۱۸۴۰ خانوار) بوده‌است.